# Sticherus litoralis
Sticherus litoralis är en ormbunkeart som först beskrevs av Rodolfo Amando Philippi, och fick sitt nu gällande namn av Takenoshin Nakai. Sticherus litoralis ingår i släktet Sticherus och familjen Gleicheniaceae. Inga underarter finns listade.